# Lageado de Araçaíba
Lageado de Araçaíba é um distrito do município brasileiro de Apiaí, no interior do estado de São Paulo.

## História

### Formação administrativa
- Lei Ordinária nº 37 de 18/11/2003 - Cria o Distrito de Lageado de Araçaíba, neste Município de Apiaí, com território desmembrado do Distrito de Araçaíba[2][3].
- Pela Lei Ordinária nº 16 de 20/04/2004 perdeu terras para a criação do distrito de Palmitalzinho[4].

## Geografia

### Demografia

#### População urbana
| Crescimento população urbana | Crescimento população urbana | Crescimento população urbana | Crescimento população urbana |
| Censo                        | Pop.                         |                              | %±                           |
| ---------------------------- | ---------------------------- | ---------------------------- | ---------------------------- |
| 2010                         | 2 023                        |                              | —                            |
| Fonte: IBGE e Fundação SEADE |                              |                              |                              |

#### População total
Pelo Censo 2010 (IBGE) a população total do distrito era de 3 161 habitantes.

### Área territorial
A área territorial do distrito é de 157,274 km².

### Rodovias
O principal acesso ao distrito é a estrada vicinal SP-249 - Lageado de Araçaíba - Palmitalzinho.

### Ferrovias
Ramal de Apiaí (FEPASA), sendo a ferrovia operada atualmente pela Rumo Malha Sul.

## Serviços públicos

### Registro civil
Feito na sede do município, pois o distrito não possui Cartório de Registro Civil das Pessoas Naturais.

### Saneamento
O serviço de abastecimento de água é feito pela Companhia de Saneamento Básico do Estado de São Paulo (SABESP).

### Energia
A responsável pelo abastecimento de energia elétrica é a Neoenergia Elektro, antiga CESP.

## Religião

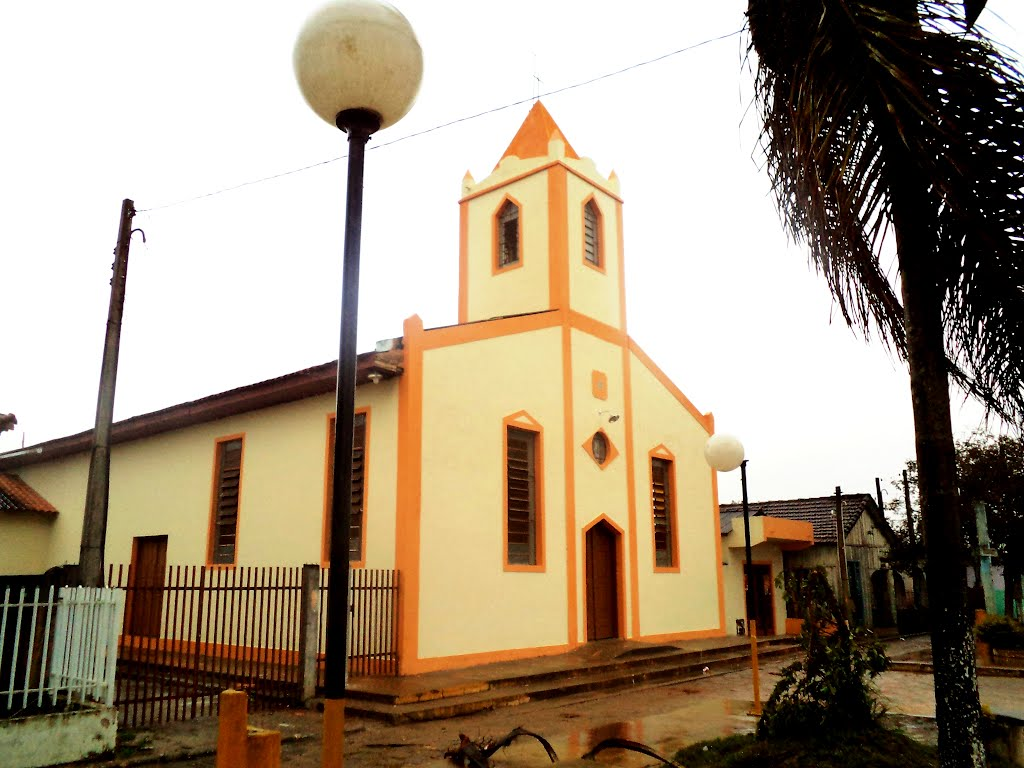
Igreja.

O Cristianismo se faz presente no distrito da seguinte forma:

### Igreja Católica
- A igreja faz parte da Diocese de Itapeva[17].

### Igrejas Evangélicas
- Congregação Cristã no Brasil[18].